# Coll d'ampolla (biologia)

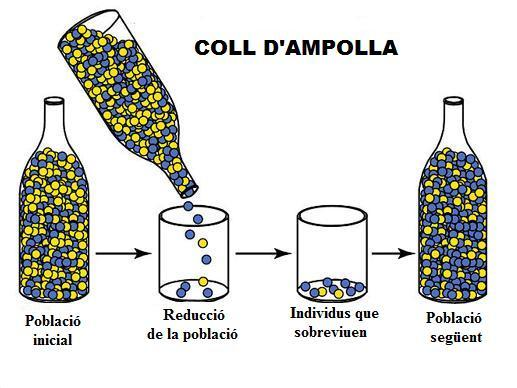
Esquema del coll d'ampolla.

En biologia es diu que una població o espècie ha patit una situació de coll d'ampolla quan ha experimentat un dràstic descens en el nombre de membres en algun moment del passat, arribant en alguns casos a estar a la vora de l'extinció. Com a conseqüència, els exemplars de les generacions posteriors al coll d'ampolla presenten una escassa variabilitat genètica i l'antiga proporció d'al·lels en el conjunt de la població ha canviat considerablement.
Els colls d'ampolla incrementa els efectes de la deriva genètica i la selecció natural i, per tant, afecten intensament l'evolució de les poblacions que els experimenten, car es pot produir una selecció intensiva de determinats caràcters que passen a ser majoritaris en els individus supervivents, mentre que altres menys favorables es redueixen o desapareixen per complet. Pot ser que la situació que produeix la minva de la població seleccioni alhora un determinat caràcter (p. ex. resistència a la sequera en un canvi climàtic) o bé que el fet que redueix la mida de la població no seleccioni un determinat tret (p. ex. una catàstrofe natural).

## L'exemple del guepard
Un exemple típic de coll d'ampolla natural és el que patí el guepard (Acinonyx jubatus) durant les glaciacions del Plistocè. En èpoques precedents, els guepards estaven molt més diversificats i eren més abundants, tant que la seva àrea de distribució abastava tot Àfrica, gran part d'Euràsia i fins i tot Nord-amèrica. D'entre les diferents espècies de guepards que existiren en el Plio-Plistocè, la que donà lloc al guepard actual fou Acinonyx pardinensis, un animal de gran mida, més robust però menys veloç que l'actual, dispers per Àfrica, el sud d'Europa i l'Orient Pròxim. Amb l'arribada dels gels, gran part de l'hemisferi nord es congelà o passà a un clima fred (taigà, tundra, estepa), mentre que a les regions tropicals, la falta d'aigua retinguda a les glaceres polars provocà un clima més sec. Com a conseqüència, la majoria de guepards s'extingiren i només quedaren uns pocs milers d'A. pardinensis (o potser, només uns centenars) a l'Orient Pròxim i part d'Àfrica, molt més prims, estilitzats (per consumir menys recursos) i veloços (per caçar animals petits i ràpids, més abundants en condicions d'escassetat) que la forma característica de l'espècie original. Havien perdut ràpidament molts caràcters fins aleshores normals, que foren substituïts per altres de rars (primor, mida petita, major velocitat) que fins aleshores eren eliminats o simplement passats per alt per la selecció natural, i que ara eren precisament els més adequats per sobreviure. En l'actualitat, la nova espècie resultant, Acinonyx jubatus, és un dels mamífers amb menor diversitat gènica, fins al punt que els individus d'aquesta espècie són fàcilment contagiables de malalties per altres i que amb prou feines pateixen rebuig d'òrgans quan se'ls trasplanten. Cal tenir en compte, a més, que en l'actualitat el guepard ha sigut caçat i expulsat de diverses zones a causa de l'avenç de l'agricultura, disminuint-ne encara més la població.

## Colls d'ampolla "artificials"
Això últim és un fenomen que afecta o ha afectat moltes espècies en temps recents, que han patit un coll d'ampolla artificial. Com que en el cas de la persecució humana no es tendeix a matar els individus amb certes característiques sinó que es persegueixen tots per igual, els descensos de població són encara més ràpids que en els colls d'ampolla naturals i no estan associats a una selecció marcada dels caràcters d'aquests. Exemples d'animals que han passat per colls d'ampolla a causa de la persecució humana són l'elefant marí septentrional (150.000 exemplars descendents de només 20 quan se'n prohibí la caça el 1884), el bisó europeu (3.600 descendents de 12), el bisó americà (370.000 de 750), l'hàmster daurat i les tortugues gegants de les illes Galápagos. La diversitat genètica en aquests animals és baixíssima, fins al punt que en el bisó europeu, per exemple, només existeixen actualment dos tipus de cromosoma sexual masculí Y.

## Colls d'ampolla i evolució humana
Les catàstrofes naturals i còsmiques també poden causar extincions i colls d'ampolla, a les que no escapa ni tan sols l'espècie humana. Segons la moderna teoria de la catàstrofe de Toba, la macroerupció del supervolcà Toba, a Indonèsia, avui reduït a un llac de cràter i que es calcula que tingué una potència superior en 3.000 vegades a la del Mont Santa Helena, feu disminuir la població humana mundial fins a uns pocs milers d'individus fa 75.000 anys. A la mateixa època, moltes altres espècies patiren també un descens variable en la seva població.
I és que els humans no són immunes als colls d'ampolla, i el del Toba no ha sigut l'únic que Homo sapiens patí al llarg de la seva història. Durant l'edat mitjana, la pesta negra reduí un terç la població europea de l'època. Un cosa similar passà a la d'Islàndia durant una gran erupció del Hekla el 1783 (unida a pesta i fams), que matà el 20% de la població i augmentà la freqüència de malalties genètiques entre els habitants.